# 小濱鷸

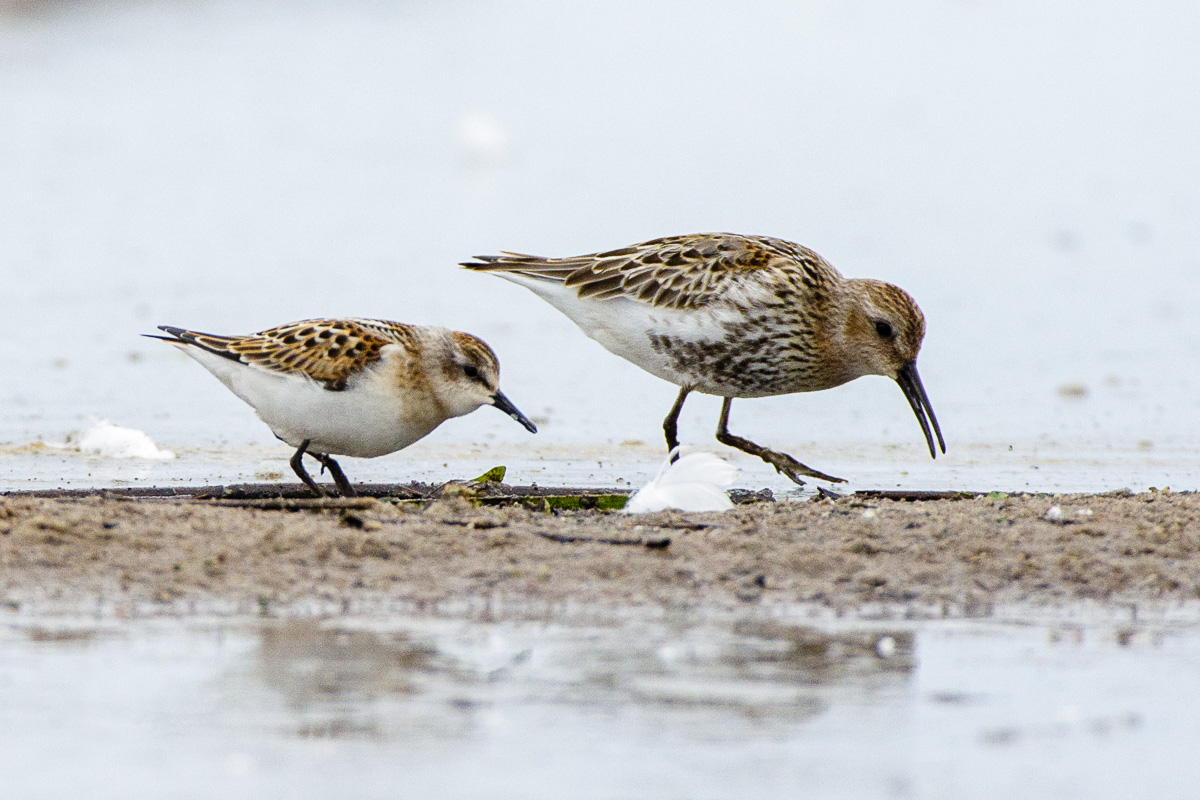
小濱鷸（左邊）和黑腹濱鷸在 雷達河河口, 普茨克灣, 波蘭.

小濱鷸（学名：Calidris minuta）为鷸科濱鷸屬下的一种鳥類。是一種非常小的涉禽。它在北極的歐洲和亞洲繁殖，並且是遠距離遷徙的鳥類，冬季會遷徙到非洲和南亞。偶爾它會作為迷鳥出現在北美洲和澳洲。

## 分類
屬名來自古希臘語的 kalidris 或 skalidris，這個詞是亞里士多德用來描述某些灰色水邊鳥類的名稱。其種名 minuta 是拉丁語，意思是「小」。

## 描述
它的小體型、細長的深色喙、深色的腿以及更快的動作使這個物種與所有涉禽區別開來，除了其他深色腿的濱鷸。在所有羽毛顏色中，它都可以通過細長的喙尖、無蹼的腳趾和長長的初級飛羽來區別於其他濱鷸。它的叫聲是一聲尖銳的「stit」。
繁殖期成鳥胸部有橙色的色調，喉部為白色，背部有明顯的白色V形斑紋。冬季羽毛顏色辨認困難。幼鳥頭頂有淺色條紋，胸部呈粉紅色。
在荷蘭曾報告發現過該物種與丹氏濱鷸的雜交個體。

## 族群動態
該物種（以及彎嘴濱鷸）的數量取決於旅鼠的數量。在旅鼠數量不足的年份，掠食性物種如短尾賊鷗和雪鴞會捕食北極繁殖的涉禽。
它在冬季非常群居，有時會與其他 濱鷸屬（Calidris） 涉禽，特別是黑腹濱鷸，在沿海泥灘或內陸池塘邊緣形成大群。
小濱鷸是非歐亞遷移性水鳥協定（AEWA）適用的物種之一。

## 築巢
這種鳥類在裸露的地面上築巢，每窩產3-5枚蛋。它是多配偶制的，雄鳥和雌鳥可能會分別孵化不同的一窩蛋。

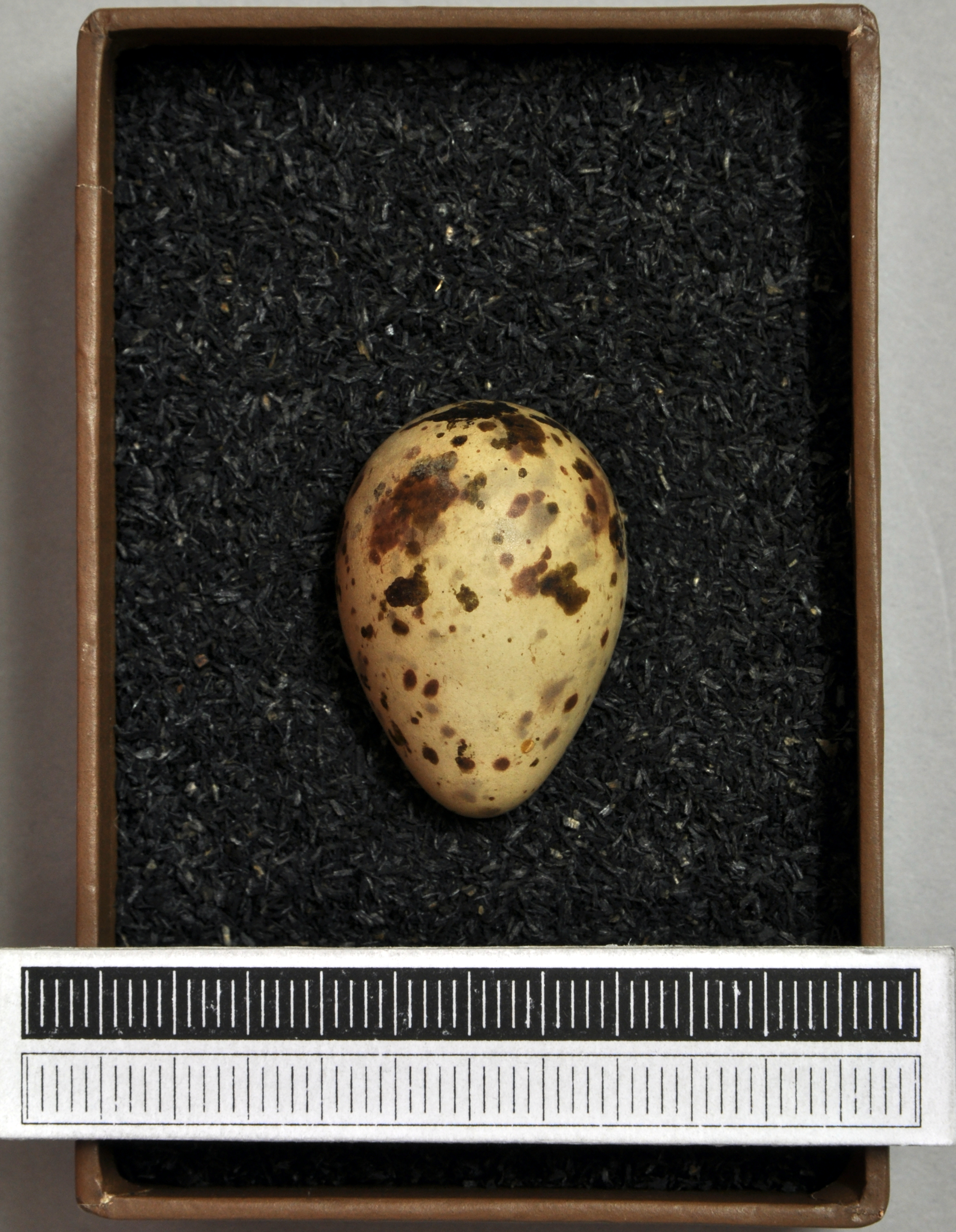
蛋, 收藏於威斯巴登博物館

## 食物
食物是從泥土中拾取的小無脊椎動物。

## 圖庫

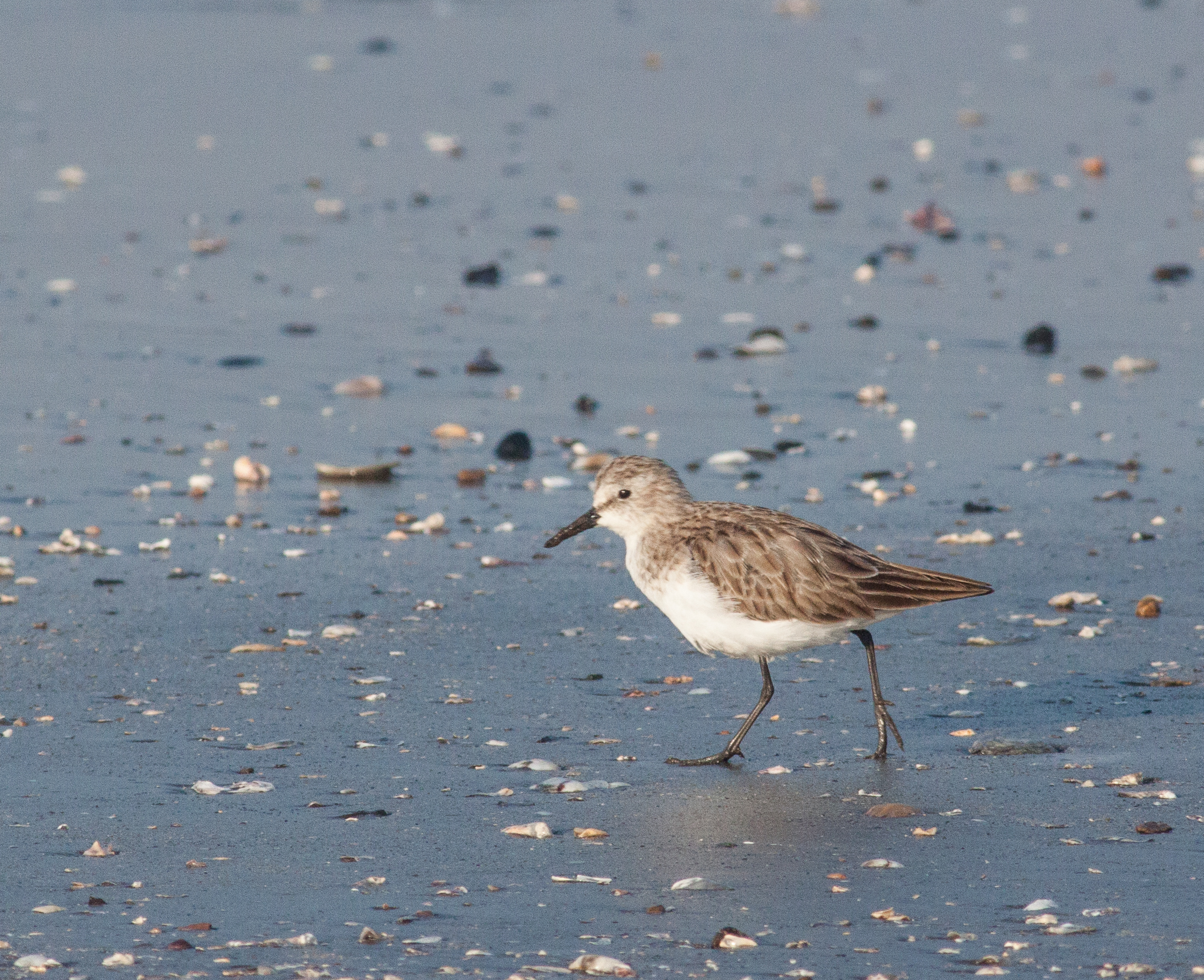
小濱鷸，二月非繁殖羽，瓦賽, 馬哈拉施特拉邦, 印度。
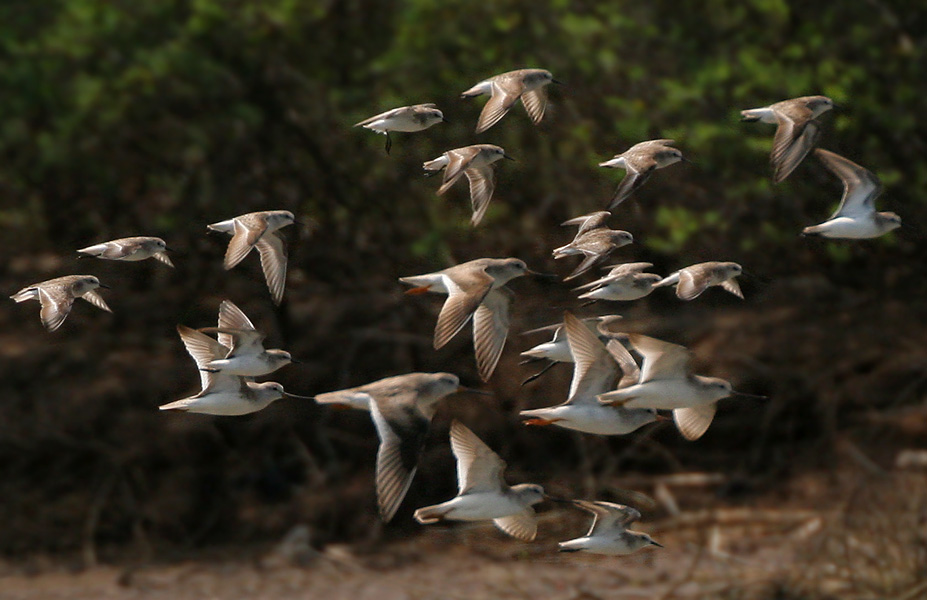
與較大的反嘴鷸混群 安得拉邦，印度
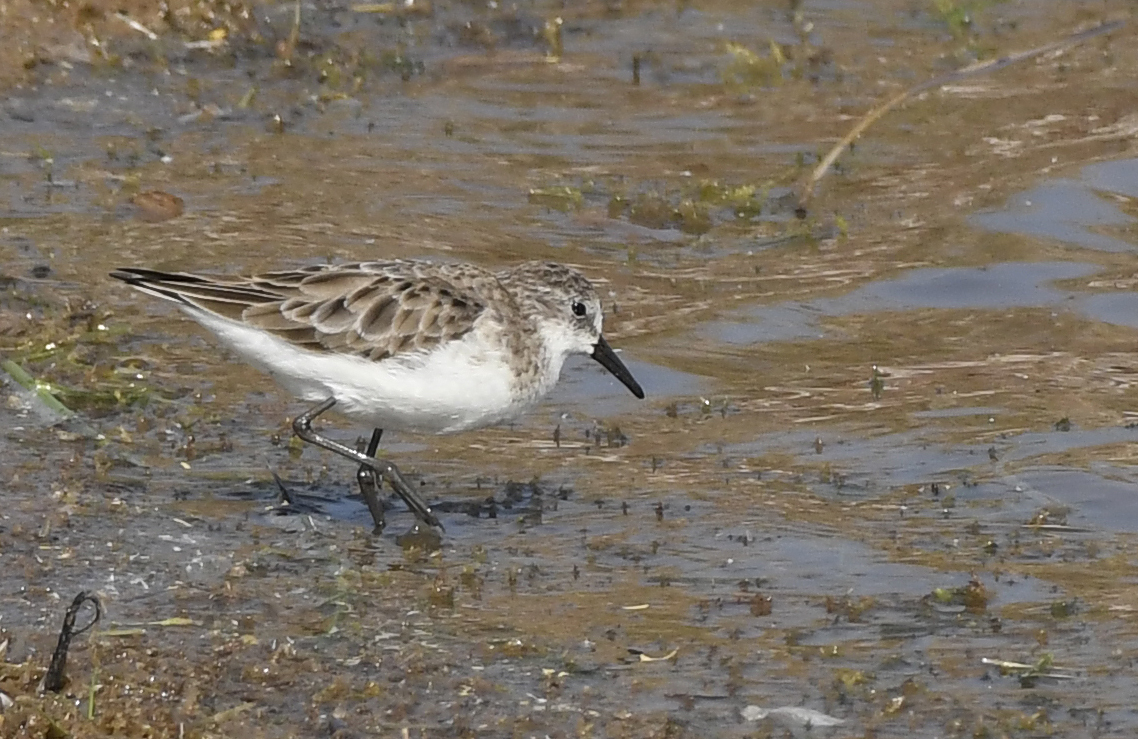
小濱鷸  基賈迪亞鳥類保護區, 古吉拉特邦, 印度
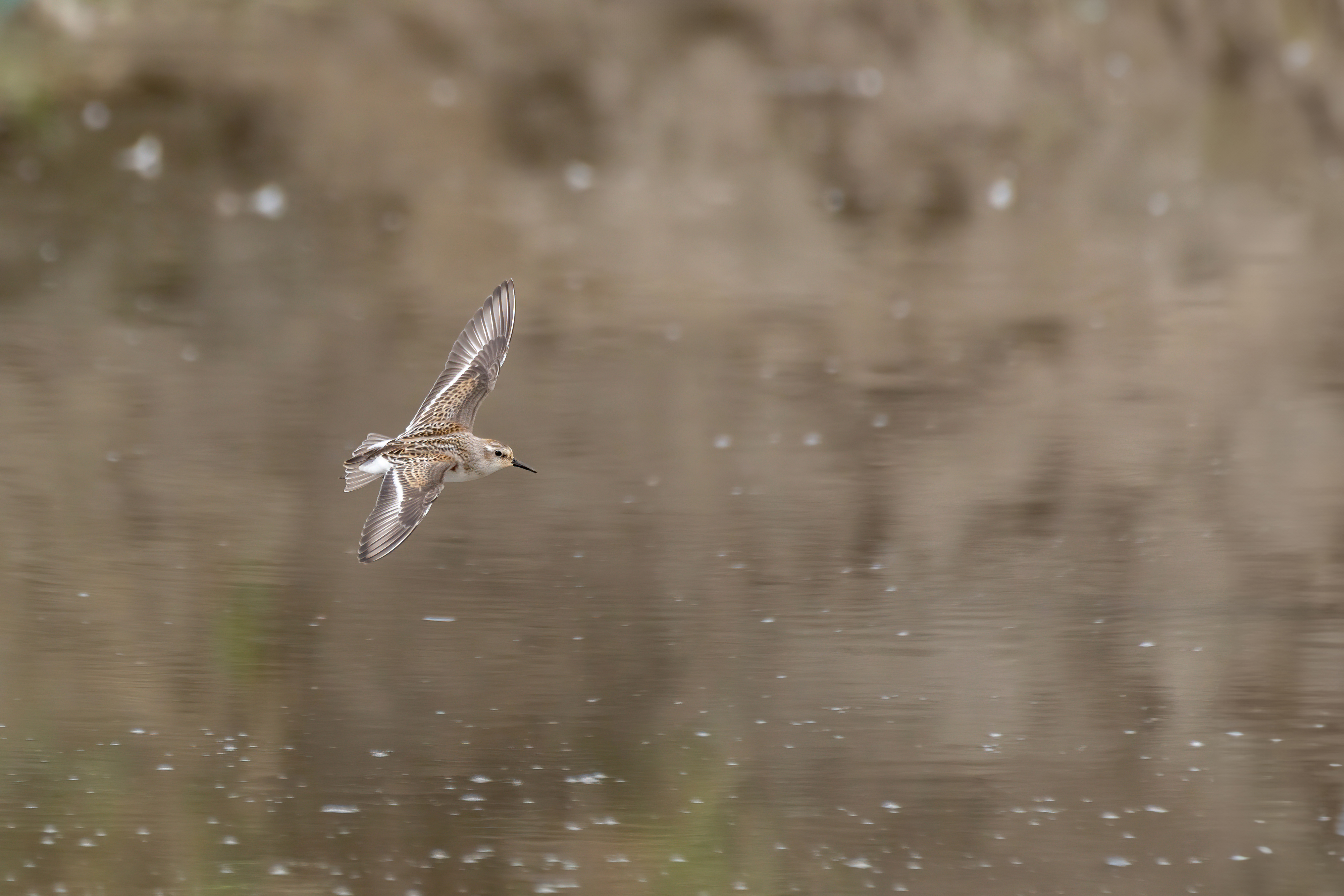
在馬諾哈拉河 加德滿都, 尼泊爾.

## 扩展阅读
- 維基物種上的相關：小濱鷸